# Génocide des Dzoungars
 ({{{date}}}).
Le génocide des Dzoungars est l'extermination de masse du peuple mongol et bouddhiste des Dzoungars par la dynastie Qing, qui règne alors sur la Chine. L'empereur Qianlong ordonne le génocide à la suite de la rébellion de 1755 du chef Dzoungar Amursana contre la domination Qing, alors que ce dernier avait aidé les Qing à conquérir le khanat dzoungar. Le génocide est perpétré par les généraux de l'armée Qing envoyé écraser la révolte des Dzoungars, avec l'aide de leurs alliés ouïghours, des vassaux des Dzoungars entré en révolte contre leurs maîtres.
Avant sa destruction par les Qing, le khanat dzoungar était une confédération de plusieurs tribus oïrats, une des composantes du peuple mongol, qui a émergé au début du XVIIe siècle, et aussi le dernier grand empire nomade d'Asie. Certains chercheurs estiment qu'environ 80 % de la population Dzoungare, soit entre 500 000 et 800 000 personnes, ont été tuées par une combinaison de guerre et de maladie pendant ou après la conquête des Qing en 1755-1757,. Après avoir anéanti la population de la Dzoungarie, le gouvernement Qing repeuple la région en installant des colons Han, Hui, Ouighours et Xibe dans des fermes d'État, ainsi que des Mandchous des Huit Bannières.

## Conquête du Khanat dzoungar par les Qing

### Situation avant le début du génocide

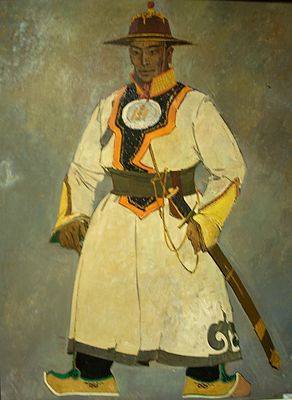
Amoursana, chef de la révolte anti-Qing

La dynastie Qing entre en guerre contre les Dzoungars lors de la guerre Dzoungar-Qing. Ces derniers vivent alors dans le khanat dzoungar, soit une région qui s'étend de l'extrémité ouest de la Grande Muraille de Chine jusqu'à l'est de l'actuel Kazakhstan et du nord de l'actuel, jusqu'au sud de la Sibérie. La plus grande partie de ce territoire correspond à l'actuelle province du Xinjiang. Ils sont le dernier empire nomade à menacer la Chine, ce qu'ils font du début du XVIIe siècle jusqu'au milieu du XVIIIe siècle.
Après une série de campagnes militaires aux résultats peu concluants, qui ont débuté dans les années 1680, les Dzoungars sont vaincus par la dynastie Qing à la fin des années 1750.
Selon Clarke, la campagne militaire des Qing de 1757-58 « équivalait à la destruction complète non seulement de l'État des Dzoungars, mais aussi des Dzoungars en tant que peuple ». Après sa victoire contre les Dzoungars en 1755, l'empereur Qianlong prévoit de diviser leur khanat en quatre tribus dirigées par quatre khans. Amoursana, un chef Oïrat et principal allié des Qing lors de cette campagne, devait devenir le khan de la tribu khoit. Or, si Amursana s'était allié aux Qing, c'était pour devenir le khan de tous les Dzoungar et non juste d'une tribu. Il rejette immédiatement le plan de Qianlong et se révolte contre les Qing en 1755. Fou de rage, l'empereur donne l'ordre d'éradiquer la nation et le nom des Dzoungars dans leur ensemble. Les soldats des bannières mongoles et mandchous doivent recevoir des femmes et des enfants dzoungar comme esclaves et tous les autres Dzoungars doivent être tués
Dans le même temps, en Mongolie-Extérieure, le prince mongol Chingünjav du toumen (« nation ») Khalkha, conspire avec Amoursana pour se révolter contre les Qing. Chingünjav lance sa propre rébellion anti-Qing en Mongolie-Extérieure en 1756, mais celle-ci a été écrasée par les Qing en 1757. Chingünjav et toute sa famille sont exécutés par les Qing une fois la rébellion réprimée, puis les huit bannières mandchoues sont ensuite envoyées mater les Dzoungars par l'empereur Qianlong.

### Les ordres directs de l'empereur Qianlong

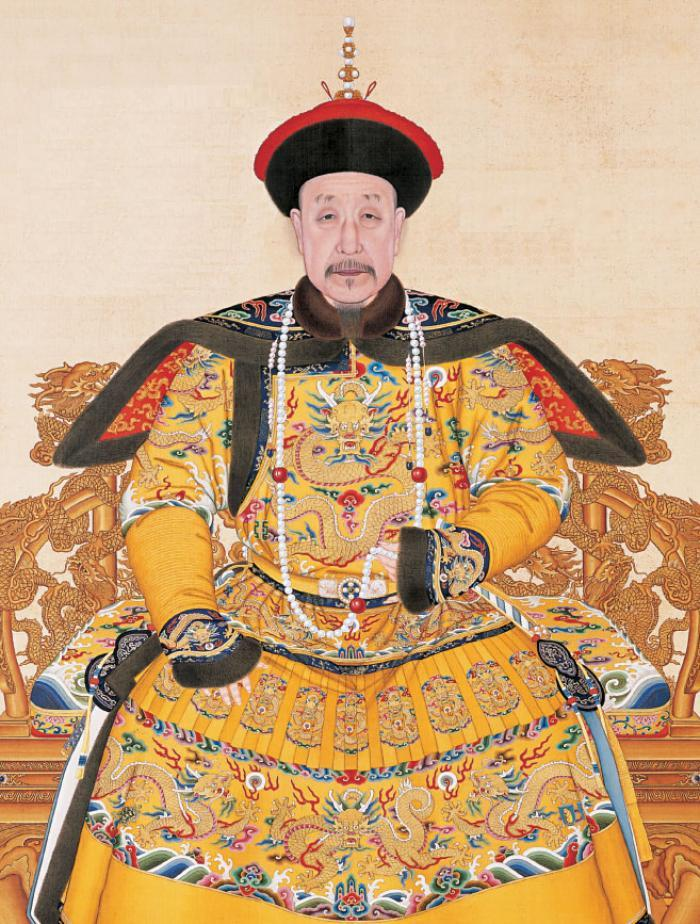
Portrait de l'empereur Qianlong, musée du Palais.

L'empereur Qianlong a donné les ordres suivants :

Ne montrez aucune pitié envers ces rebelles. Seuls les vieux et les faibles doivent être sauvés. Nos précédentes campagnes militaires ont été trop indulgentes. Si nous agissons comme avant, nos troupes se retireront et d'autres troubles surviendront.

Si un rebelle est capturé et que ses partisans souhaitent se rendre, il doit se rendre personnellement à la garnison, se prosterner devant le commandant et demander (à ce qu'il accepte) sa reddition. S'il se contente d'envoyer quelqu'un pour demander la soumission, c'est sans doute une ruse. Dites à Tsengünjav de massacrer ces Dzoungars rusés. Ne croyez pas ce qu'ils disent.
Qianlong a donné des ordres allant dans le même sens à plusieurs reprises, car certains de ses officiers militaires sont réticents à les exécuter. Certains sont même punis pour avoir épargné les Dzoungars et leur avoir permis de fuir, comme Agui et Hadada ; tandis que d'autres qui ont participé au massacre, sont récompensés comme Tangkelu et Zhaohui (Jaohui),.
Les jeunes dzoungars de sexe masculin sont particulièrement visés par l'empereur. Chebudengzhabu, un prince mongol Khalkha de premier rang, offre aux Khalkhas resté loyaux aux Qing des femmes dzoungars comme esclaves, et des ordres sont donnés pour priver les Dzoungars affamés de nourriture. Finalement, ce sont les soldats des bannières mandchous et les Mongols loyalistes qui reçoivent des femmes, des enfants et des vieillards dzoungars comme esclaves, et leur identité culturelle dzoungare est anéantie,. Des ordres sont donnés pour « exterminer complètement » les tribus dzoungars, et le génocide laisse la Dzoungarie en grande partie dépeuplée.
L'empereur ne voit aucun conflit entre son ordre d'extermination et la promotion des principes pacifiques du confucianisme. Il soutient sa position et valide le massacre en présentant les Dzoungars comme des barbares et des sous-hommes. L'empereur Qianlong proclame que « balayer les barbares est le moyen d'apporter la stabilité à l'intérieur », que les Dzoungars « tournaient le dos à la civilisation », et que « le Ciel soutenait l'empereur » dans leur destruction,.

### Génocide
L'empereur Qianlong fait déplacer les survivants du peuple Dzoungar vers d'autres régions de la Chine. Il ordonne aux généraux de tuer tous les Dzoungars de sexe masculin à Barkol ou Suzhou (ce qui correspond actuellement à la ville de Jiuquan, Gansu), et répartit leurs femmes et leurs enfants parmi les soldats Qing,. Dans le Sheng wu ji (圣武记 / 聖武記, shèng wǔ jì, « Mémoire des guerres de l'Empereur »), l'érudit Wei Yuan écrit qu'environ 50 % des foyers dzoungars ont été tués par la variole, 20 % ont fui en Russie ou dans le khanat kazakh, et 30 % ont été tués par l'armée, ne laissant aucune yourte dans une zone de plusieurs milliers de li, sauf celles des personnes qui se sont rendues,,,,. Selon Clarke, 80% des Dzoungars, soit entre 480.000 et 600,000 personnes, sont tués entre 1755 et 1758, ce qui « équivaut à la destruction complète non seulement de l'État Dzoungars mais aussi des Dzoungars en tant que peuple »,. D'autres auteurs, comme Powers et Templeman, retiennent également cette évaluation de 80% de décès chez les Dzoungars.
Si, au début de l'expédition, les troupes Qing sont composées de soldats des Bannières et de cavaliers mongols, au fil des campagnes, ils sont rejoints par des dizaines de milliers de fantassins de l'armée de l'étendard vert. Selon les récits russes, non seulement les hommes, mais aussi les femmes et les enfants dzoungars sont tous massacrés par des soldats mandchous. Après la fin du massacre, il faut attendre plusieurs générations pour que la population de la Dzoungarie commence à se redresser et retrouve son niveau d'avant l'expédition militaire.
Selon l'historien Peter Perdue, la destruction des Dzoungars est le résultat d'une politique explicite d'extermination lancée par l'empereur Qianlong. Il l'attribue à une « utilisation délibérée du massacre » et la décrit comme un « génocide ethnique ». Il est rejoint dans son raisonnement par l'historien Mark Levene, qui a écrit que l'extermination des Dzoungars est « sans doute le génocide du XVIIIe siècle par excellence ». L'Encyclopedia of Genocide and Crimes Against Humanity classe les actions de l'empereur Qianlong contre les Dzoungars comme un génocide selon la définition donnée par la Convention pour la prévention et la répression du crime de génocide, car il a ordonné le massacre de la grande majorité des Dzoungars et l'asservissement ou le bannissement du reste de la population, ce qui a entraîné la destruction complète des Dzoungars en tant que groupe culturel et groupe ethnique.

### Alliance Khoja - Qing
Les Dzoungars avaient conquis et assujetti les Ouïghours en annexant le Khanat de Yarkand en 1680, après avoir tiré parti des luttes de pouvoirs entre deux factions, les Afaqi Khoja et les Ishaqi Khoja, en s'alliant aux premiers pour chasser les second du pouvoir. Agissant d'abord par l'intermédiaire de souverains fantoches, puis en contrôlant directement la région, les Dzoungars mettent l'ancien khanat en coupe réglée, en imposant de très lourds impôts aux Ouïghours. De plus les collecteurs d'impôts se comportent comme des petits despotes, demandant et obtenant des avantages en nature. Des femmes ouïgoures auraient même été victimes de viols en groupe par des collecteurs d'impôts, lorsque le montant des taxes collectées n'était pas satisfaisant.
Les Ouïghours finissent par se révolter et lorsque les troupes Qing arrivent dans la région, les rebelles ouïghours des oasis de Tourfan et Hami se soumettent et se déclarent immédiatement vassaux des Mandchous, leur demandant de l'aide pour renverser les Dzoungars. Les Ouïghours aident à l'approvisionnement des soldats Qing pendant leur campagne anti-Dzoungar et, en récompense pour leur aide, des dirigeants ouïghours, comme Emin Khoja (額敏和卓 =), reçoivent des titres de noblesse Qing,,. Les Qing utilisent Emin Khoja Emin comme intermédiaire avec les musulmans du bassin du Tarim, pour les informer que les Qing n'en ont qu’après les Dzoungars et qu'ils vont laisser les musulmans tranquilles. Le but recherché est de convaincre les musulmans de tuer les Dzungars eux-mêmes et de se ranger du côté des Qing, les Mandchous cherchant à utiliser le ressentiment des musulmans envers leurs anciens dirigeants Dzoungars.

## Conséquences du génocide
Le génocide des Dzoungar dépeuple la région, ce qui rend possible l'installation de millions de colons Chinois Han, Hui et Ouïghours et de soldats des Bannières mandchous en Dzoungarie, le tout avec l'aide des Qing,. Le professeur Stanley W. Toops note que la situation démographique du Xinjiang au début du XXIe siècle est similaire à celle du début de la période Qing. Dans le nord du Xinjiang, les Qing font venir des colons Han, Hui, ouïgours, Xibe et Kazakhs après le massacre des Dzoungars de la région. Un tiers de la population totale du nord du Xinjiang se compose de Hui et de Han, tandis qu'environ deux tiers de la population du bassin de Tarim, soit le sud du Xinjiang, est composé de Ouïgours,. En Dzoungarie, les Qing créé de nouvelles villes comme Ürümqi et Yining. Cette répartition Nord Han/Sud Ouïghour ne doit rien au hasard et est le résultat d'un choix politique effectué à Pékin. En effet, les Qing ont interdit l’implantation de colons « Han » dans le bassin du Tarim et ont donné l'ordre qu'ils soient plutôt installés en Dzoungarie et dans la nouvelle ville d'Ürümqi. C'est ainsi que les fermes d'État ou s'installent 155 000 Chinois entre 1760 et 1830 se trouvent toutes en Dzoungarie et à Ürümqi, où il n'y a que très peu de Ouïghours, ces derniers vivant dans les oasis du bassin du Tarim. La seule exception à cette règle est qu'après la défaite de Jahangir Khoja dans sa lutte contre les Chinois dans les années 1820, 12 000 familles ouïgoures sont déportées par les Qing du bassin du Tarim en Dzoungarie, pour coloniser et repeupler la région.
Les Qing ont unifié le Xinjiang et ont modifié sa démographie. Le dépeuplement du nord du Xinjiang a conduit les Qing à installer des Mandchous, des Sibo (Xibe), des Daurs, des Solons, des Han, des Hui et des musulmans turcs Tarangis dans le nord, les migrants chinois Han et Hui constituant la grande majorité des colons. L'écrasement des Dzoungars bouddhistes par les Qing a comme conséquence inattendue la promotion de l'Islam et à l'autonomisation des Begs musulmans dans le sud du Xinjiang, ainsi que la migration des Taranchis musulmans vers le nord du Xinjiang. Henry Schwarz a résumé ces changements en disant que « la victoire des Qing était, dans un certain sens, une victoire pour l'Islam ». Le Xinjiang, en tant qu'identité géographique unifiée et définie, a été créé et développé par les Qing. Ce sont les Qing qui ont permis l'arrivée au pouvoir des turcs musulmans dans la région, en éliminant les derniers khanats mongol, tandis que la culture et l'identité musulmanes turques sont tolérées, voire promues. Les Qing donnent le nom de « Xinjiang » à la Dzoungarie après l'avoir conquise, transformant lentement mais surement une prairie de steppe en une région de terres agricoles cultivées par des agriculteurs chinois. Ainsi, entre 1760 et 1820, ce sont 17 000 acres de prairie qui sont transformés en terre agricole par les nouveaux colons.
Le docteur Ulrich Theobald, un sinologue de l'université Eberhard Karl de Tübingen, a comparé le génocide des Dzoungars à l'extermination par les Qing du peuple tibétain de Jinchuan en 1776.

## Point de vue des Qing sur la campagne contre les Dzoungars
L'empereur Qianlong a commémoré la conquête des Dzoungars par les Qing comme une victoire ayant ajouté un nouveau territoire à la « Chine », définissant la Chine comme un État multiethnique et rejetant l'idée que ce terme ne désigne que les régions de peuplement Han de la « Chine historique ». Selon les Qing, les peuples Han et non-Han font partie de la « Chine », qui comprend le nouveau territoire du « Xinjiang » que les Qing viennent de conquérir au détriment des Dzoungars. En effet, après la conquête de la Dzoungarie en 1759, Qianlong proclame, dans un mémorial écrit en langue mandchoue, que les terres qui appartenaient auparavant aux Dzoungars sont désormais absorbées par la « Chine » (Dulimbai Gurun),,.
Comme vu précédemment, pour l'empereur de Chine, les Dzoungars étaient des barbares et des sous-hommes et leur destruction, qu'il considère comme étant conforme à la volonté du Ciel, un gage de stabilité,. Cependant, une fois « débarrassée » de ces barbares, la Dzoungarie est, pour Qianlong, un territoire uni à la Chine et, donc, chinois de plein droit. Pour bien comprendre ce point de vue, il faut prendre le temps d’examiner l'idéologie qui sous-tend l'expansion des Qing. Pour eux, de par leurs actions, ils réunissent les Chinois non-Han « extérieurs » (les différents peuples mongols, les Tibétains...) et les Chinois Han « intérieurs » (comprendre « de la Chine historique »), en une « famille » unie sous l'État Qing. Pour montrer que les divers sujets des Qing font tous partie d'une même famille, les mandchous créent les expressions Zhongwai yijia (中外一家, « zones centrales et zones extérieures comme un seul royaume ») et neiwei yijia (內外一家, « intérieur et extérieur des grands murs comme une seule famille »), pour transmettre cette idée d'une « unification » des différents peuples. Cette idéologie fait que le Xinjiang nouvellement annexé ne peut pas être vu comme une terre étrangère et ses habitants, maintenant débarrassé des barbares dzoungars, ne peuvent pas être appelés des étrangers (yi).
Par ses déclarations et ses actes, l'empereur Qianlong rejette les idées datant des dynasties antérieures et selon lesquelles seuls les Han peuvent être des sujets chinois et seules les terres des Han peuvent être considérées comme faisant partie de la Chine. Au lieu de cela, il redéfinit la Chine comme étant multiethnique. C'est pour cela qu'il ne tient pas compte du point de vue des fonctionnaires Han qui, avant le début de la campagne, déclarent que le Xinjiang ne fait pas partie de la Chine et qu'on ne doit pas le conquérir. C'est dans cette optique d'intégration, et afin de consolider le contrôle des Qing sur la région, que l'empereur autorise la migration de colons Han vers le Xinjiang. Il donne également des noms chinois aux villes pour remplacer leurs noms mongols, institue des examens d'entrée à la fonction publique dans la région et met en place un système administratif de style chinois en créant des Xian et des préfectures (府, fǔ) dans tout le Xinjiang. Enfin, il utilise les écoles financées par l'État afin de promouvoir le confucianisme parmi les musulmans du Xinjiang, et donne des noms confucianistes aux villes du Xinjiang, comme « Dihua » pour Ürümqi en 1760, et Changji, Fengqing, Fukang, Huifu et Suilai pour d'autres villes.
Qianlong compare également cette conquête avec ce que les dynasties Han et Tang ont accompli en Asie centrale. La conquête du Xinjiang est donc également une façon pour les Qing de se placer en « héritier » de ces deux dynasties prestigieuses ; au point que les érudits qui rédigent le journal impérial officiel de la conquête du Xinjiang font de fréquentes références aux noms utilisés a l'époque des Han et des Tang pour désigner la région. Zhao Hui, le général responsable de la conquête du Xinjiang, est même comparé au général Gao Xianzhi de la dynastie Tang et aux généraux Ban Chao et Li Guangli de la dynastie Han. Lorsqu'il met en place les structures administratives nécessaires pour gouverner le Xinjiang, l'empereur s'inspire des modèles Han et Tang, sans pour autant les reproduire totalement l'administration qu'il met en place est bien plus centralisée et le centre administratif est implanté au cœur du Xinjinag et non sur ses marges. Dans les récits officiels, les Qing décrivent la conquête du Xinjiang comme une restauration et une continuation des réalisations des Han et des Tang dans la région, un retour aux frontières qu'avait la Chine sous ces dynasties. En agissant ainsi, les Qing cherchent a récupérer à leur profit les images de grandeur et d'autorité associés aux Han et aux Tang.
Il faut noter qu'au XVIIIe siècle, la plupart des sources chinoises sur le Xinjiang dataient justement des dynasties Han et Tang et que le rattachement de la région à la Chine par les Qing a permis aux auteurs chinois d'actualiser ces récits très anciens,.